# Giovanni Battista Armenini
Giovanni Battista Armenini (Faenza, 1530 – Faenza, 13 maggio 1609) è stato uno scrittore e pittore italiano.

## Biografia e opere
Conosciuto anche come Armenino o Armanini, studiò a Roma e viaggiò per tutta Italia per scoprirne i tesori artistici. Nel 1564 intraprese la carriera ecclesiastica nella sua Faenza, che lo portò a diventare Rettore della chiesa di San Tommaso.
Come pittore è a noi poco noto, avendo lasciato solo un'Assunzione a Faenza. Tuttavia la sua fama di artista doveva essere comunque non poca, essendogli stato commissionato a Roma un dipinto da Filippo II di Spagna.
È noto principalmente come studioso e letterato, in particolare grazie alla sua unica opera, intitolata De' veri precetti della pittura, edito a Ravenna nel 1587 e ristampato a Venezia nel 1678 e a Milano nel 1820 e nel 1823, in cui dispensò consigli sia pratici che stilistici, in particolare riguardo all'uso del colore, che doveva, secondo i dettami della tradizione pittorica veneta, dominare sull'elemento disegnativo, aspetto invece tipico dell'arte toscana e romana del tempo.
Per questo, fu definito da Luigi Antonio Lanzi "miglior teorico che pratico".